# Juan Alejandro Abaurre
Juan Alejandro Abaurre (Godoy Cruz, Provincia de Mendoza, Argentina, 11 de septiembre de 1972) es un exfutbolista y actual entrenador argentino. Jugó de delantero y su último club fue Gutiérrez SC. Actualmente dirige al Club Atlético Huracán Las Heras que disputa el Torneo Federal A
Su sobrino es el también exfutbolista Martín Abaurre.

## Trayectoria

### Como jugador
Inició su carrera a los 17 años en Godoy Cruz Antonio Tomba, en donde hizo las inferiores. Es uno de los grandes ídolos del club, ya que es el segundo goleador histórico del "Bodeguero" con 107 tantos, después de Domingo Rafael Godoy. En 1991 fue a jugar en Racing Club de Avellaneda, en donde no tuvo continuidad y fue descartado rápidamente. En principios de 1992 Abaurre recaló en el FC Basel, equipo que jugaba la Primera División de Suiza, donde jugó por un año y medio siendo titular en casi todos los partidos. En junio de 1993, Abaurre retornó a Godoy Cruz, donde fue uno de los destacados jugadores del ascenso del club a la Segunda División.

### Como entrenador
Como adiestrador, el Cachorro registra pasos por Fundación Godoy Cruz, Luján de Cuyo/Luján SC, Gutiérrez SC, Andes Talleres, Deportivo Guaymallén, las inferiores de Godoy Cruz Antonio Tomba y nuevamente Gutiérrez SC.
En octubre de 2018 se hace cargo de la conducción técnica del Club Atlético Huracán Las Heras. Tras una gran campaña en el primer semestre del Torneo Federal A 2019-20, siendo escolta del puntero Deportivo Maipú, y luego de perder la final de la Copa Mendoza frente a Gimnasia, en diciembre de 2019 renuncia a su cargo como entrenador.
En febrero de 2020 asume como director técnico del Club Olimpo.
En febrero de 2021 presenta su renuncia como DT del Club Olimpo, por problemas personales y en medio de denuncias infundadas que buscaban  aparentemente el desprestigio del club de parte de terceros.

## Clubes

### Como jugador
| Club                    | País      | Año       |
| ----------------------- | --------- | --------- |
| Godoy Cruz              | Argentina | 1990-1991 |
| Racing Club             | Argentina | 1991      |
| FC Basel                | Suiza     | 1992-1993 |
| Godoy Cruz              | Argentina | 1993-1997 |
| Palestino               | Chile     | 1997-1998 |
| Godoy Cruz              | Argentina | 1998-2002 |
| Olimpo                  | Argentina | 2002-2003 |
| Quilmes                 | Argentina | 2003      |
| San Martín (M)          | Argentina | 2004      |
| Gimnasia y Esgrima (J)  | Argentina | 2004-2005 |
| Godoy Cruz              | Argentina | 2005-2006 |
| Independiente Rivadavia | Argentina | 2006      |
| Deportivo Guaymallén    | Argentina | 2007      |
| Gutiérrez SC            | Argentina | 2007-2008 |

### Como entrenador
| Club                   | País      | Año       |
| ---------------------- | --------- | --------- |
| Fundación Godoy Cruz   | Argentina | 2009      |
| Luján de Cuyo/Luján SC | Argentina | 2009-2010 |
| Gutiérrez SC           | Argentina | 2010-2011 |
| Andes Talleres         | Argentina | 2011-2012 |
| Deportivo Guaymallén   | Argentina | 2012-2013 |
| Gutiérrez SC           | Argentina | 2015-2017 |
| Huracán Las Heras      | Argentina | 2018-2019 |
| Olimpo                 | Argentina | 2020-2021 |
| San Martín de Mendoza  | Argentina | 2021-2022 |
| Huracán Las Heras      | Argentina | 2022-Act. |

### Estadísticas como entrenador
| Equipo                      | Torneo               | Temporada            | Estadísticas | Estadísticas | Estadísticas | Estadísticas | Estadísticas | Estadísticas | Estadísticas | Estadísticas | % Efect. |
| Equipo                      | Torneo               | Temporada            | PD           | G            | E            | P            | GF           | GC           | DG           | Puntos       | % Efect. |
| --------------------------- | -------------------- | -------------------- | ------------ | ------------ | ------------ | ------------ | ------------ | ------------ | ------------ | ------------ | -------- |
| ...                         | ...                  | ...                  | ...          | ...          | ...          | ...          | ...          | ...          | ...          | ...          | ...      |
| Guaymallén Argentina        | TAB                  | 2012-13              | 32           | 12           | 8            | 12           | 40           | 44           | -4           | 44/96        | 45,83%   |
| Guaymallén Argentina        | Total club           | Total club           | 32           | 12           | 8            | 12           | 40           | 44           | -4           | 44/96        | 45,83%   |
| Gutiérrez SC Argentina      |                      |                      |              |              |              |              |              |              |              |              |          |
| TFA                         | 2015                 | 18                   | 5            | 8            | 5            | 18           | 20           | -2           | 23/54        | 42,59%       |          |
| TFA                         | 2016                 | 12                   | 3            | 6            | 3            | 11           | 12           | -1           | 15/36        | 41,67%       |          |
| TFA                         | 2016-17              | 27                   | 9            | 10           | 8            | 34           | 36           | -2           | 37/81        | 45,68%       |          |
| TFA                         | 2017-18              | 5                    | 0            | 3            | 2            | 3            | 5            | -2           | 3/15         | 20,00%       |          |
| Total club                  | Total club           | 62                   | 17           | 27           | 18           | 66           | 73           | -7           | 78/186       | 41,94%       |          |
| Huracán Las Heras Argentina |                      |                      |              |              |              |              |              |              |              |              |          |
| TFA                         | 2018-19              | 21                   | 8            | 5            | 8            | 20           | 21           | -1           | 29/63        | 46,31%       |          |
| Copa Argentina              | 2018-19              | 3                    | 1            | 0            | 2            | 3            | 5            | -2           | 3/9          | 33,33%       |          |
| TFA                         | 2019-20              | 14                   | 7            | 5            | 2            | 14           | 9            | +5           | 26/42        | 61,90%       |          |
| Total club                  | Total club           | 38                   | 16           | 10           | 12           | 37           | 35           | +2           | 58/114       | 50,87%       |          |
| Olimpo Argentina            | TFA                  | 2019-20              | 5            | 4            | 0            | 1            | 12           | 4            | +8           | 12/15        | 80,00%   |
| Olimpo Argentina            | TFA                  | 2020                 | 7            | 3            | 2            | 2            | 9            | 8            | +1           | 11/21        | 52,38%   |
| Olimpo Argentina            | Total club           | Total club           | 12           | 7            | 2            | 3            | 21           | 12           | +9           | 23/36        | 63,88%   |
| Huracán Las Heras Argentina | TFA                  | 2022                 | 18           | 5            | 7            | 6            | 15           | 15           | 0            | 22/54        | 40,74%   |
| Huracán Las Heras Argentina | TFA                  | 2023                 | 32           | 12           | 7            | 13           | 29           | 39           | -10          | 43/96        | 44,79%   |
| Huracán Las Heras Argentina | TFA                  | 2024                 |              |              |              |              |              |              |              | 0/0          | %        |
| Huracán Las Heras Argentina | Total club           | Total club           | 50           | 17           | 14           | 19           | 44           | 54           | -10          | 65/150       | 43,33%   |
| Total en sus equipos        | Total en sus equipos | Total en sus equipos | 194          | 69           | 61           | 64           | 208          | 218          | -10          | 268/582      | 46,05%   |

## Palmarés

### Como jugador

#### Campeonatos regionales
| Título         | Club       | País      | Año  |
| -------------- | ---------- | --------- | ---- |
| Liga Mendocina | Godoy Cruz | Argentina | 1990 |

#### Campeonatos nacionales
| Título              | Club       | País      | Año     |
| ------------------- | ---------- | --------- | ------- |
| Torneo del Interior | Godoy Cruz | Argentina | 1993-94 |
| Primera B Nacional  | Godoy Cruz | Argentina | 2005-A  |

#### Distinciones individuales
| Distinción                                    | Año     |
| --------------------------------------------- | ------- |
| Goleador de la Primera B Nacional (29 goles). | 1994-95 |